# 문내 효자 조석창 감응비각
문내 효자 조석창 감응비각은 대한민국 전라남도 해남군 문내면 학동리에 있다. 2011년 7월 6일 해남군의 향토문화유산 제21호로 지정되었다.

## 개요
조석남(諱錫昌)은 부모생전에 효성이 지극하였을 뿐 아니라 부모가 돌아가신 뒤 백발이 성한 몸으로 묘 앞에서 여막살이를 하였다. 또한 증조부의 묘비를 세우기 위해 옥매산에서 비석을 제작하여 문내면으로 운반 도중에 풍랑을 만나 조상의 비석을 소실하게 되었다, 조석남이 이를 슬퍼하여 신에게 간청하였더니 신이 꿈에 현몽하여 잃어버린 조상의 비석을 찾아 주었다고 한다. 이러한 효행 사실이 널리 알려졌고 예조에서는 1863년(철종14) 비석을 세우고 누각을 건립해 주었다고 한다.
삼문과 담장으로 둘려져 있는 정려각은 정 측면 1칸의 팔각지붕 건물로 내부에는 비 1기와 예조입안 등을 판각한 편액 4개가 있고 정면에는 정건조(鄭健朝)가 찬한 시효비(施孝碑)가 있다. 옆에는 정면 3칸 측면 2칸의 감시재가 있는데 내부에는 조석남의 자계서 등 5개의 편액이 있다. 1912년 건립되었으며 일문의 기와 담장으로 둘려져 있다.